# 1996 في الأردن
فيما يلي قوائم الأحداث التي وقعت خلال عام 1996 في الأردن.

## سياسة
- الملك: الحسين بن طلال
- ولي العهد: الحسن بن طلال
- رئيس الوزراء:

- زيد بن شاكر حتى 4 فبراير 1996 
- عبد الكريم الكباريتي

- رئيس مجلس النواب: سعد هايل السرور[1]